# Двупятнистая малашка
Двупятнистая малашка (лат. Malachius bipustulatus) — вид жуков из семейства мелирид.

## Описание
Длина тела 5—6 миллиметров. Верх тела зелёный с металлическим блеском. На разных участках тела имеются красные точки (голова, усики, брюшко). Тело растягивается в продольном направлении. Ноги относительно длинные и частично покрыты красными кольцами. Усики длинные и нитевидные, у самца 2-й и 4-й членики снабжены красными, часто оранжево-жёлтыми придатками.

## Распространение
Жуки широко распространены в Европе, Сибири и Малой Азии. Они обитают в основном на лугах.

## Образ жизни
Жуки сидят в течение дня на цветках и траве, с которых они поедают пыльцу. Самцы производят специальные выделения для привлечения самок. После потребления секрета самка готова к спариванию. Личинки живут в почве в старом лесу, где они охотятся на мелких насекомых. После нескольких линек личинки окукливаются. Из куколки вылупляются готовые жуки.